# Teroristický útok v Ankaře (březen 2016)
Teroristický útok v Ankaře se odehrál ve večerních hodinách dne 13. března 2016 v parku Güvenpark, poblíž náměstí Kızılay v širším centru turecké metropole. Bombový útok pomocí výbušniny schované v osobním automobilu, který zasáhl autobus, několik osobních aut a prostor náměstí, si vyžádal několik desítek obětí a další desítky zraněných.

## Průběh útoku
Pro útok byla použita výbušnina schovaná v osobním autě. Auto po výbuchu nabouralo do autobusu MHD. Okamžitě po incidentu byly ulice v blízkosti náměstí i samotné náměstí evakuovány. K útoku došlo v rušné části města v blízkosti dopravních uzlů, několika významných budov (Ministerstvo školství, Kasační soud) a stejnojmenné stanice metra. Krátce po útoku nařídily turecké soudy zákaz přístupu na sociální sítě Facebook a Twitter ve snaze zabránit šíření fotografií z místa výbuchů. Vláda také zavedla úplné mediální embargo k dané záležitosti pro domácí novináře.
Přímo na místě útoku přišlo o život 30 osob. Do 15. března v nemocnicích zemřelo na následky poranění způsobených útokem dalších 7 lidí, k témuž dni bylo 70 osob hospitalizováno, z toho 15 jich zůstávalo v kritickém stavu.

## Pachatelé
Za útokem stáli dva sebevražední atentátníci. Dle turecké vlády se jednalo o lidi napojené na Stranu kurdských pracujících (PKK), která je v Turecku, ale i ve Spojených státech a v Evropské unii, považována za teroristickou organizaci a oficiálně zakázána. První z dvojice pachatelů, sebevražedná atentátnice Seher Çagla Demirová, byla od roku 2013 členkou PKK a absolvovala také výcvik u kurdských milic YPG, které jsou Spojenými státy považovány za spojence v boji proti Islámskému státu. V souvislosti s útokem zadržela turecká policie celkem 11 osob. Strana kurdských pracujících ho odsoudila. Dne 17. března se k činu přihlásila teroristická organizace Svobodní kurdští sokoli (TAK), podle které měl být útok namířen na turecké bezpečnostní složky jako odveta za protikurdské operace tamní armády na jihovýchodě a východě Turecka. Tato skupina dlouhodobě bojuje proti turecké vládě a prezidentu Recepu Tayyipu Erdoganovi a na svědomí má již několik teroristických útoků, např. bombový útok v únoru 2016 v Ankaře, při kterém zemřelo téměř 30 osob. Jedná se o skupinu, kterou tvoří převážně bývalí radikální členové Strany kurdských pracujících, kteří se od ní odštěpili.

## Reakce
Jako odvetu za útok turecká armáda dne 14. března zahájila nálety na horskou oblast Kandíl na severovýchodě Iráku, kde se podle turecké vlády nacházejí hlavní základny Strany kurdských pracujících. Během těchto útoků turecká armáda údajně zabila několik desítek členů PKK a také zlikvidovala několik skladů zbraní.
Německé ministerstvo zahraničí v reakci na útok uzavřelo svou ambasádu v Ankaře a konzulát a německé školy v Istanbulu.

## Galerie

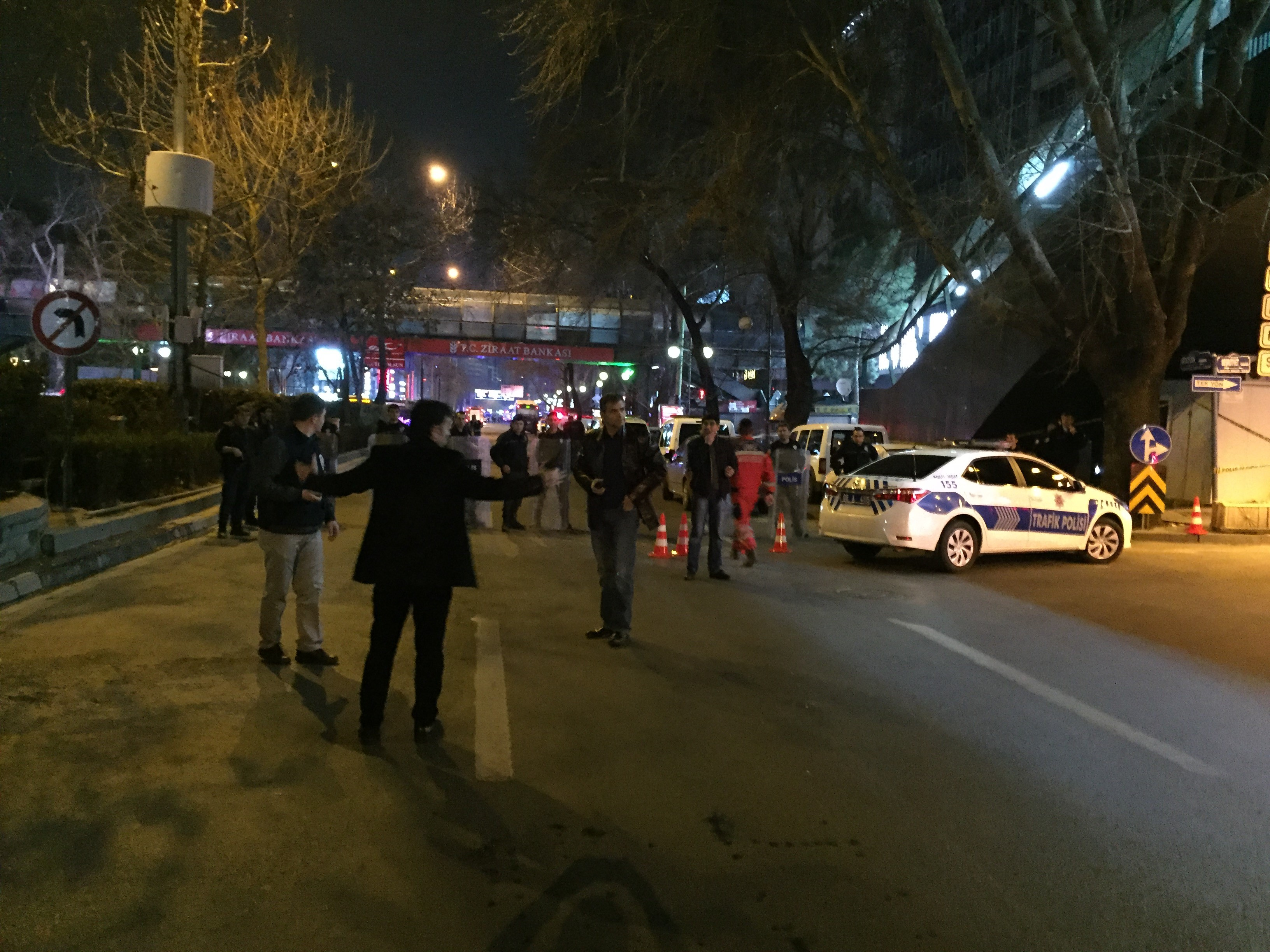
Náměstí Kızılay krátce po útoku
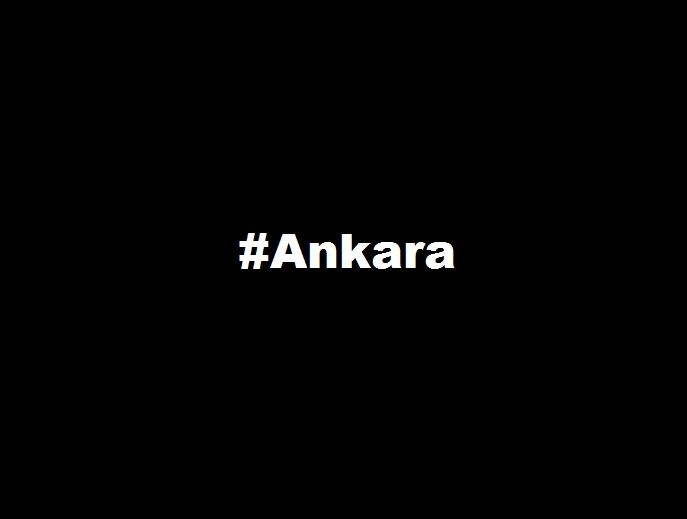
Reakce na ankarské teroristické útoky
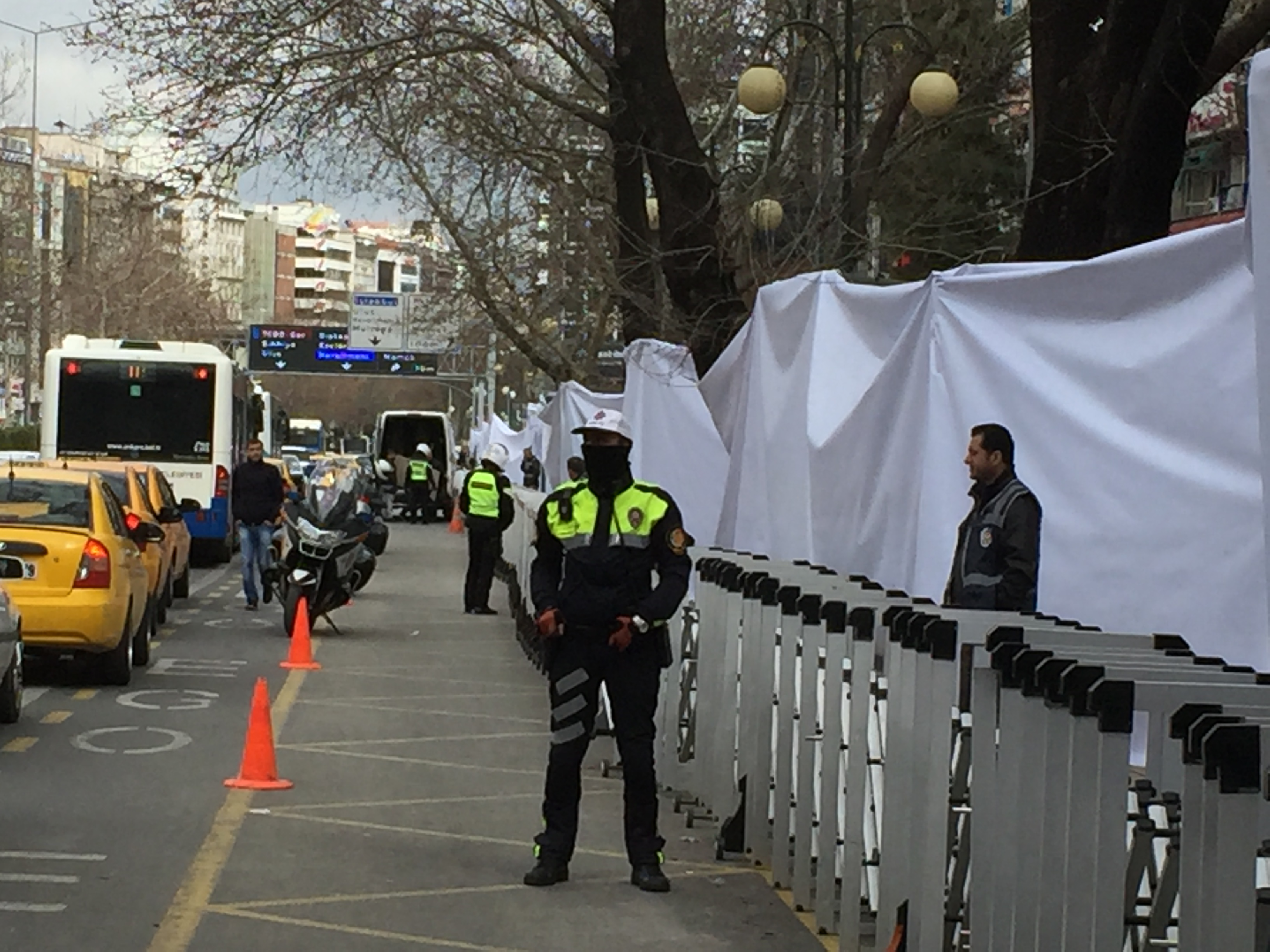
Policejní opatření v místě útoku dne 15. března